# Lijst van Nederlandse plaatsen
Hieronder staat een beknopte lijst van Nederlandse steden en dorpen.

(De lijsten per provincie zijn vollediger)

## A

### Aa
Aadorp -
Aagtdorp -
Aagtekerke -
Aalbeek -
Aalden -
Aaldonk -
Aalsmeer -
Aalst (Buren) -
Aalst (Noord-Brabant) -
Aalst (Zaltbommel) -
Aalsum (Noardeast-Fryslân) -
Aalsum (Westerkwartier) -
Aalten -
Aam -
Aan de Rijksweg -
Aan de Zuwe -
Aan het Broek -
Aardenburg -
Aarlanderveen -
Aarle -
Aarle-Rixtel -
Aartswoud -
Aasterberg

### Ab
Abbega -
Abbegaasterketting -
Abbekerk -
Abbekerkeweere -
Abbekinderen -
Abbenbroek -
Abbenes -
Abbengawier -
Abbestede -
Abbeweer -
Abbewier -
Abcoude -
Abcoven -
Abeltjeshuis -
Absdale -
Abshoven -
Abtswoude

### Ac
Achlum -
Acht -
Achter het Klooster -
Achter 't Hout -
Achterberg -
Achterbos -
Achterbosch (Asten) -
Achterbosch (Laarbeek) -
Achterbroek (Noord-Brabant) -
Achterbroek (Zuid-Holland) -
Achterdichting (Katwoude) -
Achterdichting (Oostzaan) -
Achterdiep -
Achterdijk (Noord-Brabant) -
Achterdijk (Utrecht) -
Achter-Drempt -
Achtereind -
Achterhoek (Nijkerk) -
Achterhoek (Overijssel) -
Achter-Lindt -
Achtersloot -
Achterste Brug -
Achterste Diesdonk -
Achterste Erm -
Achterste Hees -
Achterste Heide -
Achterste Heikant -
Achterste Hermalen -
Achterste Rith -
Achter-Thesinge -
Achterveld (Barneveld) -
Achterveld (Leusden) -
Achterwetering -
Achthoven (Leiderdorp) -
Achthoven (Montfoort) -
Achthoven (Vijfheerenlanden) -
Achthuizen -
Achtmaal -
Achttienhoven (Utrecht) -
Achttienhoven (Zuid-Holland) -
Acquoy

### Ad
Adorp -
Aduard -
Aduarder Voorwerk -
Aduarderzijl

### Ae
Aegum -
Aekinga -
Aerdenburg -
Aerdenhout -
Aerdt

### Af
Afferden (Gelderland) -
Afferden (Limburg)

### Ag
Agelo -
Agodorp

### Ai
Aijen

### Ak
Akersloot -
Akker -
Akkerput -
Akkerwoude -
Akkrum -
Akmarijp

### Al
Albergen -
Alblasserdam -
Alem -
Alendorp -
Alinghuizen -
Alkmaar -
Allardsoog -
Allersma -
Allingawier -
Almelo -
Almen -
Almenum -
Almere -
Almkerk -
Alphen aan den Rijn -
Alphen (Gelderland) -
Alphen (Noord-Brabant) -
Alphen-Oosterwijk -
Altena (Drenthe) -
Altena (Terneuzen) -
Alteveer (De Wolden) -
Alteveer (Hoogeveen) -
Alteveer (Noordenveld) -
Alteveer (Stadskanaal) -
Altforst -
Alting -
Altweerterheide -
Alverna -
Alvershool

### Am
Ameide -
Amen -
America -
Amerika -
Amerongen -
Amersfoort -
Ammerstol -
Ammerzoden -
Ampsen -
Amstelhoek -
Amstelveen -
Amstenrade -
Amsterdam -
Amsterdamscheveld -
Amsweer

### An
Andel -
Andelst -
Anderen -
Anderwereld -
Andijk -
Ane -
Anerveen -
Anevelde -
Angeren -
Angerlo -
Anholt -
Anjum -
Ankeveen -
Ankum -
Anloo -
Anna Jacobapolder -
Anna Paulowna -
Anneburen -
Anneburen -
Annen -
Annerveenschekanaal -
Anreep -
Ansen -
Antum

### Ap
Apeldoorn -
Apenhuizen -
Aperloo -
Appel -
Appelscha -
Appeltern -
Appen -
Appingedam

### Ar
Arcen -
Archem -
Arendnest -
Arensgenhout -
Arkel -
Arkens -
Arkum -
Armhoede -
Armweide -
Arnemuiden -
Arnhem -
Arnoud -
Arriën -
Arriërveld -
Arum -
Arwerd (Delfzijl) -
Arwerd (Het Hogeland)

### As
Asbroek -
Asch -
Asdonk -
Asenray -
Asperen -
Asschat -
Assel -
Asselt -
Assen -
Assendelft -
Assum -
Asten

### At
Atzeburen

### Au
Augsbuurt -
Augustinusga -
Austerlitz

### Av
Avendorp -
Avenhorn -
Averlo en Frieswijk -
Avest

### Ax
Axel -
Axwijk

### Az
Azelo -
Azewijn

## B

### Ba
Baaiduinen -
Baak -
Baakhoven -
Baaks-Sweijer -
Baakwoning -
Baal -
Baalhoek -
Baambrugge -
Baambrugse Zuwe -
Baamsum -
Baanhoek -
Baard -
Baarderburen -
Baarland -
Baarle-Nassau -
Baarle-Nassau Grens -
Baarlo (Limburg) -
Baarlo (Steenwijkerland) -
Baarlo (Zwartewaterland) -
Baarn -
Baars (gehucht) -
Baarschot (Deurne) -
Baarschot (Hilvarenbeek) -
Baarschot (Oosterhout) -
Baarsdorp -
Baarsdorpermeer -
Babberich -
Baburen -
Babyloniënbroek -
Bad Nieuweschans -
Badhoevedorp -
Baexem -
Baflo -
Bahr -
Baijum -
Bakel -
Bakelsebrug -
Bakertand -
Bakhuisbos -
Bakhuizen -
Bakkersdam -
Bakkeveen -
Bakkum -
Bakkum-Noord -
Bakovensmee -
Balgoij -
Balinge -
Balk -
Balkbrug -
Ballingbuur -
Balloërveld -
Balloo -
Ballum -
Balmahuizen -
Baneheide -
Bangeweer -
Banholt -
Bankert -
Bant -
Bantega -
Barchem -
Barendrecht -
Barendrechtse Veer -
Bareveld -
Bargebek -
Bargen -
Barger-Compascuum -
Barger-Erfscheidenveen -
Barger-Oosterveen -
Barger-Oosterveld -
Barlage -
Barlaque -
Barlo -
Barnegaten -
Barneveld -
Barnflair -
Barnheem -
Barnwerd -
Barrier -
Barrum -
Barsbeek -
Barsingerhorn -
Bartlehiem -
Barwoutswaarder -
Basse -
Basserveld -
Batadorp -
Batenburg -
Bath -
Bathmen -
Battenoord -
Bavel -
Bavinkel -
Bazuin

### Be
Beckum -
Bedaf -
Bedum -
Beegden -
Beek en Donk -
Beek (Berg en Dal) -
Beek (Laarbeek) -
Beek (Limburg) -
Beek (Montferland) -
Beekbergen -
Beekdorp -
Beekheuvel -
Beekkant -
Beekveld -
Beemdkant -
Beemte -
Beemte Broekland -
Beerenplaat -
Beers (Friesland) -
Beers (Noord-Brabant) -
Beerschoten -
Beersterhoogen -
Beerta -
Beertsenhoven -
Beerze -
Beerzerveld -
Beesd -
Beesel -
Beetgum -
Beetgumermolen -
Beets -
Beetsterzwaag -
Behelp -
Beilen -
Beilervaart -
Beinsdorp -
Bekelaar -
Bekenes -
Bekveld -
Beldert -
Belfeld -
Belgenhoek -
Belgeren -
Bellingeweer -
Bellingwolde -
Beltrum -
Belt-Schutsloot -
Belvert -
Bemelen -
Bemmel -
Bemmer -
Benderse -
Beneden Veensloot -
Benedenberg -
Benedeneind -
Beneden-Haastrecht -
Benedenheul -
Benedenkerk -
Beneden-Leeuwen -
Benedenvaart -
Bennebroek -
Bennekom -
Benneveld -
Benningbroek -
Benschop -
Bent -
Bentelo -
Benthem -
Benthuizen -
Bentveld -
Benzenrade -
Berdelingebuurte -
Berenbroek -
Berg aan de Maas -
Berg en Dal -
Berg (Cranendonck) -
Berg (Eijsden-Margraten) -
Berg (Valkenburg aan de Geul) -
Bergakker -
Bergambacht -
Bergeijk -
Bergen (Limburg) -
Bergen (Noord-Holland) -
Bergen aan Zee -
Bergen op Zoom -
Bergenhuizen -
Bergenshuizen -
Bergentheim -
Bergerden -
Bergermeer -
Bergharen -
Berghem (Limburg) -
Berghem (Noord-Brabant) -
Berghoek -
Berghof -
Berghuizen (De Wolden) -
Berghuizen (Heerde) -
Berghum -
Bergsche Heide -
Bergschenhoek -
Bergstoep -
Bergum -
Berik -
Beringe -
Berkeind -
Berkeindje -
Berkel en Rodenrijs -
Berkelaar -
Berkel-Enschot -
Berkenwoude -
Berkhout -
Berkmeer -
Berkt (Bernheze) -
Berkt (Veldhoven) -
Berlicum -
Berlikum -
Bern -
Besselaar -
Best -
Besthmen -
Beswerd -
Bethlehem -
Beugen -
Beugt -
Beukelaar -
Beuningen (Gelderland) -
Beuningen (Overijssel) -
Beusbergen -
Beuseberg -
Beusichem -
Beusum -
Beutenaken -
Bevermeer -
Beverwijk

### Bi
Biddinghuizen -
Biert -
Bierum -
Biervliet -
Biessum -
Biesthoek -
Biest-Houtakker -
Biestraat -
Biezelinge -
Biezenheuvel -
Biezenmortel -
Biggekerke -
Bijsteren -
Bikbergen -
Bikkershorn -
Bilderdam -
Billinghuizen -
Bilthoven -
Bingelrade -
Bingerden -
Binnen Ae -
Binnen Moerdijk -
Binnenwijzend -
Birdaard -
Bisschopswetering -
Bisselt -
Bissen

### Bl
Blaaksedijk -
Bladel -
Blaker -
Blankenberg -
Blankenham -
Blankeweer -
Blaricum -
Blauw -
Blauwe Hand -
Blauwe Sluis (Drimmelen) -
Blauwe Sluis (Steenbergen) -
Blauwenhoek -
Blauwesluis -
Blauwhuis (buurtschap) -
Blauwhuis (dorp) -
Blauwkapel -
Blauwverlaat -
Bleijenbeek -
Bleijs -
Bleiswijk -
Blekslage -
Blenkert -
Blerick -
Blesdijke -
Bleskensgraaf -
Blessum -
Bliekenbos -
Blija -
Blijdenstein -
Blijham -
Blitterswijck -
Bloemberg -
Bloemendaal -
Bloemendaal aan Zee -
Blokdijk -
Blokhuizen -
Blokland (Montfoort) -
Blokland (Nieuwkoop) -
Blokum -
Blokzijl

### Bo
Bobeldijk -
Bocholtz -
Bocholtzerheide -
Boddenbroek -
Bodegraven -
Boeiink -
Boekel (Noord-Brabant) -
Boekel (Noord-Holland) -
Boekelo -
Boekelo -
Boekend -
Boeket -
Boelenslaan -
Boer -
Boerakker -
Boerdam -
Boerdonk -
Boerengat -
Boerenhoek -
Boerenhol -
Boerenstreek -
Boerhaar -
Boerlaan -
Boermastreek -
Boesingheliede -
Boijl -
Bokhoven -
Boksheide -
Boksum -
Bokt -
Bokum -
Bolberg (Breda) -
Bolberg (Gilze en Rijen) -
Bollingawier -
Bolnes -
Bolshuizen -
Bolst -
Bolsward -
Boltklap -
Bommelskous -
Bommerig -
Bong -
Bonkwerd -
Bonnen -
Bonnerveen -
Bonrepas -
Bontebok -
Bontebrug -
Bontekoe -
Bontemorgen -
Boomen -
Boomhoek -
Boompjesdijk -
Booneschans -
Boord -
Boornbergum -
Boornzwaag -
Borculo -
Borger -
Borgercompagnie -
Borgertange -
Borgerveld -
Borgharen -
Borgsweer -
Borgweg -
Borkel -
Borkeld -
Born -
Borne -
Bornerbroek -
Bornwird -
Bornwirdhuizen -
Borssele -
Borteldonk -
Bosch -
Bosch en Duin -
Boschdorp -
Boscheind -
Boschhoven (Baarle-Nassau) -
Boschhoven (Heeze-Leende) -
Boschoord -
Boshoek -
Boshoven (Alphen-Chaam) -
Boshoven (Bergeijk) -
Boshoven (Weert) -
Bosje -
Boskamp -
Boskant (Meierijstad) -
Boskant (Wijchen) -
Boskoop -
Boslust -
Bosschenhoofd -
Bosschenhuizen -
Bosscherheide -
Boteburen -
Boterveen -
Boterwijk -
Bouchauterhaven -
Boukoul -
Bourtange -
Bouwberg -
Bouwerschap -
Bouwtenheerd -
Boven Pekela -
Boven Veensloot -
Bovenberg -
Bovenburen -
Bovendijks -
Boveneind -
Boveneinde -
Boven-Haastrecht -
Boven-Hardinxveld -
Bovenkarspel -
Bovenkerk (Amstelveen) -
Bovenkerk (Vlist) -
Boven-Leeuwen -
Bovenrijge -
Bovensluis -
Bovensmilde -
Bovenste Caumer -
Bovenstehuis -
Bovenstreek (Drenthe) -
Bovenstreek (Midden-Groningen) -
Bovenstreek (Westerlee) -
Bovenstreek (Westerwolde) -
Bovenstreek (Winschoten) -
Bovenveen -
Boxmeer -
Boxtel -
Bozum

### Br
Braakeind -
Braamberg (De Wolden/Hardenberg) -
Braamberg (Stadskanaal) -
Braambosch -
Braamt -
Brachterbeek -
Brakel -
Brakel -
Brammelerbroek -
Brammelo -
Brand (Landerd) -
Brand (Nuth) -
Brandemolen -
Brandwijk -
Brantgum -
Breda -
Bredelaar -
Bredevoort -
Breede -
Breedenbroek -
Breedeveen -
Breedeweg -
Breehees -
Breemen -
Breemortel -
Breeveld -
Breezand -
Breezanddijk -
Bregtdorp -
Breklenkamp -
Brem -
Brembosch -
Breskens -
Breudijk -
Breugel -
Breukelen -
Breukeleveen -
Breust -
Brielle -
Brigdamme -
Brijdorpe -
Brillerij -
Briltil -
Brinkheurne -
Brinkhoek -
Brinkmanshoek -
Britsum -
Britswerd -
Broek (Brummen) -
Broek (De Marne) -
Broek (Duiven) -
Broek (Friesland) -
Broek (Gouda) -
Broek (Gulpen-Wittem) -
Broek (Laarbeek) -
Broek (Simpelveld) -
Broek (Tegelen) -
Broek (Zederik) -
Broek op Langedijk -
Broek in Waterland -
Broeke -
Broekeind -
Broekenseind -
Broekerhaven -
Broekhem -
Broekheurne -
Broekhoven (Bergeijk) -
Broekhoven (Geulle) -
Broekhuizen (Drenthe) -
Broekhuizen (Gouda) -
Broekhuizen (Horst aan de Maas) -
Broekhuizen (Landgraaf) -
Broekhuizen (Overijssel) -
Broekhuizenvorst -
Broekkant (Cranendonck) -
Broekkant (Sint Anthonis) -
Broekkant (Someren) -
Broekkant (Laarbeek) -
Broekland -
Broeksittard -
Broeksterwoude -
Broekzijde -
Broerdijk -
Brommelen (Geulle) -
Brommelen (Wijnandsrade) -
Brongerga -
Bronkhorst -
Bronkhorst (Altena) -
Bronkhorst (Gelderland) -
Bronneger -
Bronnegerveen -
Bronsveen -
Brouwershaven -
Bruchem -
Brucht -
Bruchterveld -
Bruggen ('s-Hertogenbosch) -
Bruggen (Mill en Sint Hubert) -
Bruggenhoek -
Bruggerhuizen -
Bruilweering -
Bruinehaar -
Bruinisse -
Bruisterbosch -
Brumholt -
Brummen -
Brunssum -
Brunsting -
Bruntinge

### Bu
Buchten -
Budel -
Budel-Dorplein -
Budel-Schoot -
Budschop -
Buggenum -
Buiksloot -
Buinen -
Buinerveen -
Buitenhuizen (Assendelft) -
Buitenhuizen (De Wolden) -
Buitenkaag -
Buitenpost -
Buitenstverlaat -
Bulkemsbroek -
Bulkenaar -
Bullenkamp -
Bunde -
Bunne -
Bunnik -
Bunschoten-Spakenburg -
Buren (Ameland) -
Buren (Gelderland) -
Burger Nieuwland -
Burgerbrug -
Burgersdijk -
Burgerveen -
Burgervlotbrug -
Burgh -
Burghorn -
Burgt -
Burgum -
Burgwerd -
Burum -
Bus (Bernheze) -
Bus (Meierijstad) -
Busch en Dam -
Bussel -
Busselte -
Bussereind -
Bussloo -
Bussum -
Buttinge -
Buurmalsen -
Buurse -
Buurtje -
Buurtsdijk -
Buweklooster

## C

### Ca
Cabauw -
Cadier en Keer -
Cadzand -
Cadzand-Bad -
Calfven -
Californië (Horst aan de Maas) -
Californië (Maasdriel) -
Callantsoog -
Calslagen -
Caluna -
Camerig -
Camperduin -
Capelle (Noord-Brabant) -
Capelle (Zeeland) -
Capelle aan den IJssel -
Cartils -
Castelré -
Castenray -
Casteren -
Castert -
Castricum -
Castricum aan Zee -
Catrijp -
Catsop -
Cattenbroek

### Ce
Cellemuiden -
Ceresdorp

### Ch
Chaam -
Chaamdijk

### Ci
Cillaarshoek

### Cl
Clinge

### Co
Coevorden -
Coldenhove -
Colijnsplaat -
Collendoorn -
Collendoornerveen -
Colmont -
Colmschate -
Colonjes -
Commissiepolle -
Corle -
Cornelissenwerf -
Cornjum -
Cornwerd -
Cortenoever -
Cothen -
Cottessen -
Couwelaar

### Cr
Crailo -
Cranendonck -
Crapoel -
Craubeek -
Creil -
Crixhoek -
Cromvoirt -
Croy -
Cruquius

### Cu
Cuijk -
Culemborg

## D

### Da
Daarle -
Daarlerveen -
Dale -
Dalem -
Dalen -
Dalerend -
Dalerpeel -
Dalerveen -
Dalfsen -
Dalmsholte -
Damwoude -
Daniken -
Darp

### De
De Bilt -
De Blesse -
De Bult (Bellingwedde) -
De Bult (Steenwijkerland) -
De Cocksdorp -
De Glind -
De Goorn -
De Groeve -
De Haukes -
De Heen -
De Heurne (Aalten) -
De Heurne (Berkelland) -
De Hoef -
De Hoek -
De Hoeve -
De Hulk -
De Kar -
De Kiel -
De Klencke -
De Klomp (Ede) -
De Knipe -
De Koog -
De Kooy -
De Krim (Apeldoorn) -
De Krim (Driebergen) -
De Krim (Hardenberg) -
De Kwakel -
De Lier -
De Lutte -
De Marshoek -
De Meern -
De Moer -
De Mortel -
De Pol (gem. Hardenberg) -
De Pol (Drenthe) -
De Pol (Steenwijkerland) -
De Pollen -
De Poppe -
De Punt -
De Rijp -
De Schiphorst -
De Stapel -
De Steeg -
De Stolpen -
De Tike -
De Valom (Friesland) -
De Vecht -
De Veenhoop -
De Waal -
De Weere (Opmeer) -
De Weere (Niedorp) -
de Wijk (Drenthe) -
De Wijk (Gelderland) -
De Wilgen -
De Wilp -
De Woude -
De Zande -
De Zilk -
Dedemsvaart -
Dedgum -
Deelen -
Deersum -
Deest -
Deil -
Deinum -
Delden -
Deldenerbroek -
Delfgauw -
Delfstrahuizen -
Delft -
Delfzijl -
Delwijnen -
Demen -
Den Andel -
Den Bommel -
Den Burg -
Den Dolder -
Den Dungen -
Den Haag -
Den Ham (Zuidhorn) -
Den Ham (Overijssel) -
Den Helder -
Den Hool -
Den Hoorn (Midden-Delfland) -
Den Hoorn (Texel) -
Den Horn -
Den Hout -
Den Hulst -
Den Ilp -
Den Kaat -
Den Nul -
Den Oever -
Den Velde -
Denekamp -
Dennenburg -
Deurne -
Deurningen -
Deursen -
Deurze -
Deventer

### Di
Dichteren -
Didam -
Diefdijk (Geldermalsen, Leerdam en Vianen) -
Diefdijk (Leerdam) -
Diemen -
Diepenheim -
Diepenveen -
Dieren (Gelderland) -
Diessen (Noord-Brabant) -
Dieteren -
Diever -
Dieverbrug -
Diffelen -
Dijken -
Dijkerhoek -
Dijkhuizen (De Wolden) -
Dijkhuizen (Epe) -
Dinteloord -
Dinther -
Dinxperlo -
Diphoorn -
Dirkshorn -
Dirksland

### Do
Dodewaard -
Doenrade -
Doesburg -
Doetinchem -
Doeveren -
Doezum -
Dokkum -
Dokkumer Nieuwe Zijlen -
Doldersum -
Domburg -
Dommelen -
Donderen -
Dongen -
Dongjum -
Doniaga -
Donk (Limburg) -
Donk (Noord-Brabant) -
Donkerbroek -
Doodstil -
Doorn -
Doornenburg -
Doornhoek (Veghel) -
Doornhoek (Sint Michielsgestel) -
Doornspijk -
Doorwerth -
Dordrecht -
Dorkwerd -
Dorst -
Dortherhoek -
Douvergenhout

### Dr
Draaibrug -
Drachten -
Drachtstercompagnie -
Dreischor -
Drempt -
Dreumel -
Drie -
Driebergen-Rijsenburg -
Drieborg -
Driebruggen -
Driehuis (Uden) -
Driehuis (Velsen) -
Driehuizen (Baarle-Nassau) -
Driehuizen (Eersel) -
Driehuizen (Hilvarenbeek) -
Driehuizen (Schermer) -
Driehuizen (Texel) -
Driehuizen (Veghel) -
Driel -
Driemond -
Driesum -
Driewegen -
Drijber -
Drimmelen -
Drogeham -
Drogteropslagen -
Drongelen -
Dronrijp -
Dronten -
Drouwen -
Drouwenermond -
Drouwenerveen -
Drumpt -
Drunen -
Druten

### Du
Dubbeldam -
Duistervoorde -
Duiven -
Duivendrecht -
Duizel -
Dulder -
Durgerdam -
Dussen -
Duur

### Dw
Dwarsgracht -
Dwingeloo

## E

### Ec
Echt -
Echteld -
Echten (Drenthe) -
Echten (Friesland) -
Echtenerbrug -
Echterbosch -
Eck en Wiel -
Eckelrade

### Ed
Edam -
Ede -
Edens -
Ederveen

### Ee
Ee (Dongeradeel) -
Ee (Littenseradeel) -
Eede -
Eefde -
Eelde -
Eelderwolde -
Eembrugge -
Eemdijk -
Eemnes -
Eemshaven -
Eemster -
Een -
Eenigenburg -
Eenrum -
Eenum -
Een-West -
Eerbeek -
Eerde (Noord-Brabant) -
Eerde (Overijssel) -
Eernewoude -
Eersel -
1e Exloërmond -
Ees -
Eese -
Eesergroen -
Eeserveen -
Eesterga -
Eestrum -
Eesveen -
Eethen -
Eext -
Eexterveen -
Eexterveenschekanaal -
Eexterzandvoort

### Eg - Ek
Egchel -
Egmond aan den Hoef -
Egmond aan Zee -
Egmond-Binnen -
Egmondermeer -
Eibergen -
Eierland -
Eijsden -
Eindhoven -
Einighausen -
Ekehaar

### El
Elahuizen -
Elburg -
Elden -
Eldersloo -
Eldrik -
Eleveld -
Elim -
Elkenrade -
Elkerzee -
Ell -
Ellecom -
Ellemeet -
Ellerhuizen -
Ellertshaar -
Ellewoutsdijk -
Elp -
Elsen -
Elsendorp -
Elshof -
Elshout -
Elsloo (Friesland) -
Elsloo (Limburg) -
Elspeet -
Elst (Gelderland) - Elst (Utrecht)

### Em
Emmaberg -
Emmadorp -
Emmeloord -
Emmen -
Emmer-Compascuum -
Empe -
Empel -
Emst

### En
Engelbert -
Engelen -
Engelum -
Engwierum -
Enkhuizen -
Ens -
Enschede -
Enspijk -
Enter -
Enumatil

### Ep
Epe -
Epen -
Eperheide -
Eppenhuizen -
Epse

### Er
Erica -
Erichem -
Erlecom -
Erm -
Ermelo -
Erp

### Es
Esbeek -
Esch -
Escharen -
Espel -
Espelo -
Essen -
Est

### Et
Etenaken -
Etsberg -
Etten -
Etten-Leur -
Etzenrade

### Eu - Ez
Eursinge (De Wolden) -
Eursinge (Midden-Drenthe) -
Eursinge (Westerveld) -
Euverem -
Everdingen -
Evertsoord -
Ewijk -
Exel -
Exloërveen -
Exloo -
Exmorra -
Eygelshoven -
Eys -
Eyserheide -
Ezinge -
Ezumazijl

## F

### Fa - Fl
Faan -
Farmsum -
Feerwerd -
Ferwerd -
Ferwoude -
Fijnaart -
Finkum -
Finsterwolde -
Firdgum -
Fleringen -
Fluitenberg

### Fo
Fochteloo -
Follega -
Folsgare -
Formerum -
Fort (De Wolden) -
Fort (Terneuzen) -
Foudgum -
Foxham -
Foxhol -
Foxwolde

### Fr
Franeker -
Frederiksoord -
Friens -
Frieschepalen -
Froombosch

## G

### Ga
Gaanderen -
Gaarkeuken -
Gaast -
Gaastmeer -
Galder -
Gameren -
Gammelke -
Gapinge -
Garderen -
Garijp -
Garmerwolde -
Garminge -
Garnwerd -
Garrelsweer -
Garsthuizen -
Gassel -
Gasselte -
Gasselterboerveen -
Gasselterboerveenschemond -
Gasselternijveen -
Gasselternijveenschemond -
Gastel -
Gasteren -
Gasthuis -
Gauw

### Ge
Gebroek -
Geelbroek -
Geersbroek -
Geersdijk -
Geertruidenberg -
Geervliet -
Gees -
Geesbrug -
Geesteren (Gelderland) -
Geesteren (Overijssel) -
Geeuwenbrug -
Geffen -
Gelderingen -
Geldermalsen -
Gelderswoude -
Geldrop -
Geleen -
Gellicum -
Gelselaar -
Gemert -
Gemonde -
Genderen -
Gendringen -
Gendt -
Genemuiden -
Genhout -
Gennep -
Genum -
Gerkesklooster -
Gerner -
Gersloot -
Gerwen -
Geulhem -
Geulle -
Geulle aan de Maas -
Geverik -
Geysteren

### Gi
Giekerk -
Giesbeek -
Giessen -
Giessenburg -
Giessendam -
Gieten -
Gieterveen -
Giethmen -
Giethoorn -
Gilze

### Gl
Glane -
Glanerbrug -
Glimmen

### Go
Godlinze -
Goedereede -
Goënga -
Goëngahuizen -
Goes -
Goingarijp -
Goirle -
Goor -
Gorinchem -
Gorpeind -
Gorredijk -
Gorssel -
Gortel -
Gouda -
Goudriaan -
Goudswaard -
Gouderak -
Goutum

### Gr
Graauw -
Graetheide -
Grafhorst -
Graft -
Gramsbergen -
Grashoek -
Grathem -
Grave -
's-Gravendeel - 
's-Gravenmoer-
's-Gravenzande -
's-Gravenpolder -
Greffelkamp -
Greonterp -
's-Grevelduin-Capelle -
Grevenbicht -
Griendtsveen -
Grijpskerk -
Grijpskerke -
Grijzegrubben -
Groede -
Groenekan -
Groeningen -
Groenlo -
Groenveld (Harenkarspel) -
Groenveld (Venlo) -
Groesbeek -
Groessen -
Groet -
Groetpolder -
Grolloo -
Groningen -
Gronsveld -
Groot-Abeele -
Groot Agelo -
Groot Dochteren -
Groot Dorregeest -
Groot Haasdal -
Groot-Ammers -
Groote Keeten -
Grootebroek -
Grootegast -
Grootschermer -
Grosthuizen -
Grouw -
Grubbenvorst

### Gu
Gulpen -
Guttecoven

## H

### Ha
Haaften -
Haaksbergen -
Haakswold -
Haalderen -
Haamstede -
Haanwijk -
Haaren -
Haarle (Hellendoorn) -
Haarle (Tubbergen) -
Haarlem -
Haarlemmerliede -
Haarlo -
Haarsteeg -
Haart (Aalten) -
Haart (Boxmeer) -
Haarzuilens -
Haastrecht -
Haelen -
Haerst -
Hagestein -
Haghorst -
Haler -
Halfweg (Beemster) -
Halfweg (Emmen) -
Halfweg (Haarlemmerliede en Spaarnwoude) -
Halfweg (Lisse) -
Halfweg (Noordwijkerhout) -
Halfweg (Staphorst) -
Halfweg (Terschelling) -
Hall -
Halle -
Hallum -
Halsteren -
Hamert -
Hamingen -
Handel -
Hank -
Hansweert -
Hantum -
Hantumeruitburen -
Hantumhuizen -
Hapert -
Haps -
Harbrinkhoek -
Harculo -
Hardegarijp -
Hardenberg -
Harderwijk (De Weere) -
Harderwijk (Gelderland) -
Hardinxveld-Giessendam -
Haren (Groningen) -
Haren (Noord-Brabant) -
Harenermolen -
Harfsen -
Hargen -
Harich -
Haringhuizen -
Harkema -
Harkstede -
Harlingen -
Harmelen -
Harreveld -
Harskamp -
Hartwerd -
Haskerdijken -
Haskerhorne -
Hasselo -
Hasselt -
Hattem -
Hattemerbroek -
Haule -
Haulerwijk -
Hauwert -
Havelte -
Havelterberg -
Hazerswoude-Dorp -
Hazerswoude-Rijndijk

### He
Hedel -
Hedikhuizen -
Hee -
Heeg -
Heek -
Heel -
Heelsum -
Heelweg -
Heemserveen -
Heemskerk -
Heemstede -
Heenvliet -
Heer -
Heerde -
Heerenveen -
Heerewaarden -
Heerhugowaard -
Heerjansdam -
Heerle -
Heerlen -
Heerlerbaan -
Heerlerheide -
Heesbeen -
Heesch -
Heeseind -
Heesselt -
Heeswijk-Dinther -
Heeten -
Heeze -
Hegelsom -
Hei- en Boeicop -
Heibloem -
Heide (Boekel) -
Heide (Boxmeer) -
Heide (Haelen) -
Heide (Helden) -
Heide (Heumen) -
Heide (Heythuysen) -
Heide (Roggel) -
Heide (Scharsterland) -
Heide (Susteren) -
Heide (Swalmen) -
Heide (Venray) -
Heidenhoek -
It Heidenskip -
Heijen -
Heijenrath -
Heijningen -
Heikant -
Heilig Landstichting -
Heiligerlee -
Heiloo -
Heinenoord -
Heinkenszand -
Heino -
Heistraat (Oosterhout) -
Heistraat (buurtschap in Eindhoven) -
Hekelingen -
Hekendorp -
Helden -
Helenaveen -
Helkant -
Hellendoorn -
Hellevoetsluis -
Hellouw -
Hellum -
Helmond -
Helvoirt -
Helwijk -
Hem (Drechterland) -
Hem (Leeuwarden) -
Hemelum -
Hemmen -
Hemrik -
Hendrik-Ido-Ambacht -
Hengelo (Gelderland) -
Hengelo (Overijssel) -
Hengevelde -
Hengforden -
Hengstdijk -
Hennaard -
Hensbroek -
Henxel -
Herbaijum -
Herkenbosch -
Herkenrade -
Herkingen -
Hernen -
Herpen -
Herpt -
Herten -
Hertme -
Herveld -
Herwen -
Herwijnen -
Herxen -
Hessum -
Het Koegras -
Het Woud -
Heteren -
Heugem -
Heukelom (Limburg) -
Heukelom (Noord-Brabant) -
Heukelum -
Heumen -
Heusden -
Heusden (Asten) -
Heveadorp -
Heveskes -
Heythuysen -
Hezingen

### Hi
Hiaure -
Hichtum -
Hidaard -
Hien -
Hierden -
Hieslum -
Hijken -
Hijkersmilde -
Hijlaard -
Hijum -
Hillegom -
Hilleshagen -
Hilvarenbeek -
Hilversum -
Hindeloopen -
Hintham -
Hippolytushoef -
Hitzum

### Ho
Hobrede -
Hoedekenskerke -
Hoef en Haag - 
Hoek (Beuningen) -
Hoek (Leeuwarden) -
Hoek (Roggel en Neer) -
Hoek (Terneuzen) -
Hoek (Veghel) -
Hoek van Holland -
Hoenderloo -
Hoensbroek -
Hoenzadriel -
Hoevelaken -
Hoeven -
Hoge Hexel -
Hogebeintum -
Hogeveen -
Hogeweg (Overijssel) -
Hogeweg (Zeeland) -
Hollandsche Rading -
Hollandscheveld -
Hollum -
Holset -
Holsloot -
Holten -
Holterhoek -
Holthees -
Holtheme -
Holthone -
Holtum -
Holwerd -
Holwierde -
Holysloot -
Hommert -
Hommerts -
Homoet -
Hongerige Wolf -
Honselersdijk -
Honthem -
Hoofddorp -
Hoofdplaat -
Hoog Soeren -
Hoogblokland -
Hoogcruts -
Hooge Mierde -
Hooge Zwaluwe -
Hoogeloon -
Hoogengraven -
Hoogenweg -
Hoogerheide -
Hoogersmilde -
Hoogeveen -
Hoogezand -
Hooghalen -
Hoogkarspel -
Hoog-Keppel -
Hoogkerk -
Hoogland -
Hooglanderveen -
Hoogmade -
Hoogvliet -
Hoogwoud -
Hoonhorst -
Hoorn (Noord-Holland) -
Hoorn (Terschelling) -
Hoorn (Heerde) -
Hoornaar -
Hoornsterzwaag -
Hopel -
Horn (Limburg) -
Horn (Noord-Holland) -
Hornhuizen -
Horssen -
Horst (Gelderland) -
Horst (Limburg) -
Hout -
Houthem -
Hout-Blerick -
Houten -
Houtigehage -
Houwerzijl

### Hu
Huijbergen -
Huinen -
Huins -
Huis ter Heide (Drenthe) -
Huis ter Heide (Utrecht) -
Huisduinen -
Huisseling -
Huissen -
Huizen -
Huizinge -
Hulhuizen -
Huls -
Hulsberg -
Hulsel -
Hulsen (Meerssen) -
Hulsen (Overijssel) -
Hulsen (Nederweert) -
Hulshorst -
Hulst -
Hulten -
Hummelo -
Hunnecum -
Hunsel -
Huppel -
Hupsel -
Hurwenen

## I
Idaard -
Idsegahuizum -
Idskenhuizen -
Idzega -
IJhorst -
IJlst -
IJmuiden -
IJpelo -
IJsbrechtum -
IJsselham -
IJsselmuiden -
IJsselstein -
IJzendijke -
IJzendoorn -
IJzeren -
IJzerlo -
IJzevoorde -
Illikhoven -
Ilpendam -
Indijk (Harmelen) -
Indijk (Littenseradeel) -
Indijk (Tietjerksteradeel) -
Indijk (Wonseradeel) -
Indijk (Wymbritseradeel) -
Indoornik -
Ingber -
Ingen -
Irnsum -
Itens -
Itteren -
Ittersum -
Ittervoort

## J
Jaarsveld -
Jabeek -
Janum -
Jellum -
Jelsum -
Jipsingboermussel -
Jipsingboertange -
Jipsinghuizen -
Jislum -
Jisp -
Jonkersland -
Jonkersvaart -
Joppe -
Jorwerd -
Joure -
Jouswier -
Jubbega -
Julianadorp -
Julianadorp aan Zee -
Junne -
Jutphaas -
Jutrijp

## K

### Ka
Kaag -
Kaard -
Kaatsheuvel -
Kadoelen -
Kalenberg -
Kallenkote -
Kalverdijk -
Kamerik -
Kampen -
Kampereiland -
Kamperland -
Kamperveen -
Kamperzeedijk-Oost -
Kamperzeedijk-West -
Kantens -
Kapel-Avezaath -
Kapelle -
Kapellebrug -
Katlijk -
Kats -
Kattendijke -
Katwijk aan den Rijn -
Katwijk aan Zee -
Katwijk (Noord-Brabant) -
Katwijk (Zuid-Holland) -
Katwoude

### Ke
Kedichem -
Keent -
Keijenborg -
Keinsmerbrug -
Kekerdom -
Keldonk -
Kelmond -
Kelpen-Oler -
Kerk-Avezaath -
Kerkbuurt (Andijk) -
Kerkbuurt (Assendelft) -
Kerkbuurt (Marken) -
Kerkbuurt (Schiedam) -
Kerkbuurt (Tuitjenhorn) -
Kerkdriel -
Kerkenveld -
Kerkrade -
Kerkwerve -
Kerkwijk -
Kessel (Limburg) -
Kessel (Noord-Brabant) -
Kesseleik -
Kesteren -
Ketelhaven -
Kethel -
Keutenberg

### Ki
Kibbelveen -
Kiel-Windeweer -
Kijkduin -
Kijkuit -
Kilder -
Kimswerd -
Kinderdijk -
Kinnum

### Kl
Klaaswaal -
Klarenbeek -
Klazienaveen -
Klein-Bedaf -
Klein Dochteren -
Klein Dorregeest -
Klein Haasdal -
Kleine Koolwijk -
Klein Zundert -
Klein Ulsda -
Kleingenhout -
Kleine Huisjes -
Kleverskerke -
Klijndijk -
Klimmen -
Kloetinge -
Kloosterburen -
Kloosterhaar -
Klooster-Lidlum -
Kloosterzande -
Klundert

### Kn
Knegsel

### Ko
Kockengen -
Koedijk -
Koekange -
Koewacht -
Kogerpolder -
Kolderveen -
Kolderveense Bovenboer -
Kolderwolde -
Kolham -
Kolhorn -
Kollum -
Kollumerpomp -
Kollumerzwaag -
Kommerzijl -
Koningsbosch -
Koningslust -
Koog aan de Zaan -
Koolwijk (Oss) -
Koolwijk (Vlist) -
Kootstertille -
Kootwijk -
Kootwijkerbroek -
Kornhorn -
Kornwerderzand -
Kortehemmen -
Kortenhoef -
Kortgene -
Kostverloren (Groningen) -
Kostverloren (Reiderland) -
Kotten -
Koudekerk aan den Rijn -
Koudekerke -
Koudum -
Koufurderrige

### Kr
Krabbendam -
Krabbendijke -
Krachtighuizen -
Kraggenburg -
Kralendijk -
Kranenburg -
Kreileroord -
Krewerd -
Krimpen aan de Lek -
Krimpen aan den IJssel -
Krommenie -
Krommeniedijk -
Kronenberg -
Kropswolde -
Kruiningen -
Kruisdijk -
Kruisland -
Kruisstraat (Halderberge) -
Kruisstraat (Nederweert) -
Kruisstraat (Roosendaal) -
Kruisstraat (Rosmalen) -
Kruisweg (Groningen) -
Kruisweg (Zuid-Holland)

### Ku
Kubaard -
Kudelstaart -
Kuinre -
Kuitaart -
Kunrade

### Kw
Kwadendamme -
Kwadijk -
Kwintsheul

## L

### La
Laag-Keppel -
Laag-Soeren -
Laag-Zuthem -
Laaghalen -
Laaghalerveen -
Laar (Cranendonck) -
Laar (Gerwen) -
Laar (Laarbeek) -
Laar (Maarheeze) -
Laar (Maasbree) -
Laar (Nuth) -
Laar (Sint-Michielsgestel) -
Laar (Tilburg) -
Laar (Weert) -
Lage Mierde -
Lage Vuursche -
Lage Zwaluwe -
Lageland -
Lambertschaag -
Lamswaarde -
Landerum -
Landgraaf -
Landhorst -
Landsmeer -
Langbroek -
Langedijke -
Langelille -
Langelo (Drenthe) -
Langelo (Overijssel) -
Langenboom -
Langeraar -
Langerak -
Langeveen -
Langeweg -
Langezwaag -
Langweer -
Lankhorst -
Lansingerland -
Laren (Gelderland) -
Laren (Noord-Holland) -
Lathum -
Lattrop-Breklenkamp -
Lauwersoog -
Lauwerzijl

### Le
Ledeacker -
Leek -
Leende -
Leens -
Leerbroek -
Leerdam -
Leermens -
Leersum -
Leesten -
Leeuwarden -
Leeuwen -
Legemeer -
Leggeloo -
Leiden -
Leiderdorp -
Leidschendam -
Leimuiden -
Leimuiderbrug -
Lekkerkerk -
Lekkum -
Lellens -
Lelystad -
Lemele -
Lemelerveld -
Lemiers -
Lemmer -
Lemselo -
Lengel -
Lent -
Lenthe -
Lepelstraat -
Lerop -
Lettelbert -
Lettele -
Leuken -
Leunen -
Leusden -
Leuth -
Leutingewolde -
Leuvenheim -
Leuvenum -
Leveroy -
Lewedorp -
Lexmond

### Lh
Lhee -
Lheebroek

### Li
Lichtaard -
Lichtenvoorde -
De Lichtmis -
Liempde -
Lienden -
Lierderholthuis -
Lieren -
Lierop -
Lies (Friesland) -
Lies (Noord-Brabant) -
Lieshout -
Liessel -
Lievelde -
Lieveren -
Lijnden -
Limbricht -
Limmel -
Limmen -
Linde (De Wolden) -
Linde (Deventer) -
Linde (Bronckhorst) -
Linde (Twenterand) -
Linden -
Linne -
Linschoten -
Lintelo -
Lintvelde -
Lioessens -
Lions -
Lippenhuizen -
Lisse -
Lisserbroek -
Lith -
Lithoijen -
Limmerkoog

### Lo
Lobith -
Lochem -
Loenen aan de Vecht -
Loenen (Apeldoorn) -
Loenersloot -
Loënga -
Loerbeek -
Loil -
Lollum -
Lomm -
Longerhouw -
Lonneker -
Loo (Berkelland) -
Loo (Bernheze) -
Loo (Deventer) -
Loo (Duiven) -
Loo (Helden) -
Loo (Uden) -
Loon (Assen) -
Loon (Deurne) -
Loon (Waalre) -
Loon op Zand -
Loosbroek -
Loosdrecht -
Loosduinen -
Loozen -
Lopik -
Lopikerkapel -
Loppersum -
Losdorp -
Losser -
Lottum -
Loveren (Baarle-Nassau) -
Loveren (Vught)

### Lu
Lucaswolde -
Luddeweer -
Luinjeberd -
Lunteren -
Lutjebroek -
Lutjegast -
Lutjelollum -
Lutjewinkel -
Lutkewierum -
Luttelgeest -
Lutten -
Luttenberg -
Luxwoude -
Luyksgestel

## M

### Ma
Maarheeze -
Maarn -
Maarsbergen -
Maarssen -
Maarssenbroek -
Maarsseveen -
Maartensdijk -
Maasband -
Maasbommel -
Maasbracht -
Maasbree -
Maasdam -
Maasdijk -
Maashees -
Maaskantje -
Maasland -
Maasniel -
Maassluis -
Maastricht -
Maasvlakte -
Macharen -
Made -
Makkinga -
Makkum -
Malden -
Maliskamp -
Mamelis -
Mander -
Manderveen -
Mantgum -
Mantinge -
Maren-Kessel -
Margraten -
Mariaheide -
Maria-Hoop -
Mariahout -
Mariaparochie -
Mariënberg -
Mariënheem -
Mariënvelde -
Marijenkampen -
Markelo -
Marken -
Markenbinnen -
Marknesse -
Markvelde -
Marle (Hellendoorn) -
Marle (Olst-Wijhe) -
Marrum -
Marssum -
Martenshoek -
Marum -
Marwijksoord -
Mastenbroek -
Matsloot -
Maurik

### Me
Mechelen -
Medemblik -
Meddo -
Meeden -
Meedhuizen -
Meerkerk -
Meerlo -
Meers - Meerstad -
Meerssen -
Meerveld -
Meerveldhoven -
Meerwijk -
Meeuwen -
Megchelen -
Megen -
Meijel -
Melderslo -
Melick -
Meliskerke -
Melissant -
Menaldum -
Mensingeweer -
Meppel -
Meppen -
Merkelbeek -
Merselo -
Merum (Loppersum) -
Merum (Roermond) -
Mesch -
Meteren -
Meterik -
Metslawier

### Mh
Mheer

### Mi
Middelaar -
Middelbeers -
Middelbert -
Middelburg -
Middelharnis -
Middelie -
Middelrode -
Middelstum -
Middenbeemster -
Middenmeer -
Midlaren -
Midlum -
Midsland -
Midwolda -
Midwolde -
Midwoud -
Miedum (Franekeradeel) -
Miedum (Leeuwarden) -
Mierlo -
Mierlo-Hout -
Mijdrecht -
Mijnsheerenland -
Mildam -
Milheeze -
Mill -
Millingen aan de Rijn -
Milsbeek -
Minnertsga -
Mirns -
Miste

### Mo
Moddergat -
Moerbeek -
Moerdijk -
Moergestel -
Moerkapelle -
Moerstraten -
Molenaarsgraaf -
Molenend -
Molenhoek -
Molenrij -
Molenschot -
Molkwerum -
Molsberg -
Monnickendam -
Monster -
Montfoort -
Montfort -
Mook -
Mookhoek -
Moordrecht -
Moorveld -
Morra

### Mu
Muggenbeet -
Muiden -
Muiderberg -
Munnekeburen -
Munnekemoer -
Munnekezijl -
Munstergeleen -
Muntendam -
Mussel -
Musselkanaal

## N

### Na
Naaldwijk -
Naarden -
Nagele -
Nattenhoven

### Ne
Neck -
Neder-Hardinxveld -
Nederasselt -
Nederhemert -
Nederhorst den Berg -
Nederland -
Nederweert -
Nederweert-Eind -
Nederwetten -
Neede -
Neer -
Neerbeek -
Neerijnen -
Neeritter -
Neerkant -
Neerloon -
Nes aan de Amstel -
Nes (Ameland) -
Nes (Boornsterhem) -
Nes (Dongeradeel) -
Nes (Schagen) -
De Nes -
Nessersluis -
Netersel -
Nettelhorst -
Netterden
Neerbosch

### Ni
Niawier -
Nibbixwoud -
Niebert -
Niehove -
Niekerk (De Marne) -
Niekerk (Grootegast) -
Nierhoven -
Niersen -
Nietap -
Nieuwaal -
Nieuw- en Sint Joosland -
Nieuw-Amsterdam -
Nieuw-Annerveen -
Nieuw-Balinge -
Nieuw-Beerta -
Nieuw-Beijerland -
Nieuw Bergen -
Nieuw-Buinen -
Nieuw-Dordrecht -
Nieuw Heeten -
Nieuw-Helvoet -
Nieuw-Lekkerland -
Nieuw-Loosdrecht -
Nieuw-Milligen -
Nieuw-Namen -
Nieuw-Roden -
Nieuw-Scheemda -
Nieuw-Schoonebeek -
Nieuw-Vennep -
Nieuw-Vossemeer -
Nieuw-Weerdinge -
Nieuw-Wehl -
Nieuw-Zwinderen -
Nieuwdorp -
Nieuwe Krim -
Nieuwe Meer -
Nieuwe Niedorp -
Nieuwe Pekela -
Nieuwe Wetering -
Nieuwe-Tonge -
Nieuwebildtzijl -
Nieuwebrug (Friesland) -
Nieuwebrug (Noord-Holland) -
Nieuwebrug (Overijssel) -
Nieuwediep -
Nieuwegein -
Nieuwehorne -
Nieuwendam -
Nieuwendijk (Amsterdam) -
Nieuwendijk (Werkendam) -
Nieuwendijk (Zuid-Holland) -
Nieuwenhagen -
Nieuwenhoorn -
Nieuwer ter Aa -
Nieuwerbrug -
Nieuwerkerk aan den IJssel -
Nieuwerkerk -
Nieuweroord -
Nieuwersluis -
Nieuweschild -
Nieuweschoot -
Nieuwkoop -
Nieuwkuijk -
Nieuwland (Dongeradeel) -
Nieuwland (Sluis) -
Nieuwland (Zederik) -
Nieuwlande -
Nieuwleusen -
Nieuwolda -
Nieuwpoort (Noord-Holland) -
Nieuwpoort (Zuid-Holland) -
Nieuwstadt -
Nieuwveen -
Nieuwvliet -
Niezijl -
Niftrik -
Nigtevecht -
Nij Altoenae -
Nij Beets -
Nijbroek -
Nijeberkoop -
Nijega -
Nijehaske -
Nijeholtpade -
Nijeholtwolde -
Nijelamer -
Nijemirdum -
Nijensleek -
Nijetrijne -
Nijeveen -
Nijeveense Bovenboer -
Nijezijl -
Nijhoven -
Nijhuizum -
Nijkerk -
Nijkerkerveen -
Nijland -
Nijlande -
Nijmegen -
Nijnsel -
Nijswiller -
Nijverdal -
Nispen -
Nisse -
Nistelrode

### No
Nooitgedacht (Aa en Hunze) -
Noorbeek -
Noord Deurningen -
Noordbeemster -
Noordbergum -
Noordbroek -
Noorddijk (Groningen) -
Noorddijk (Ursem) -
Noordeinde (Graft) -
Noordeinde (Nieuwkoop) -
Noordeinde (Oldebroek) -
Noordeinde (Oostzaan) -
Noordeinde (Waddinxveen) -
Noordeloos -
Noorden -
Noordgouwe -
Noordhoek (Moerdijk) -
Noordhoek (Rucphen) -
Noordhorn -
Noordijk -
Noordlaren -
Noord-Scharwoude -
Noord-Sleen -
Noordscheschut -
Noordwelle -
Noordwijk (Drenthe) -
Noordwijk (Groningen) -
Noordwijk (Zuid-Holland) -
Noordwijk aan Zee -
Noordwijk-Binnen -
Noordwijkerhout -
Noordwolde (Friesland) -
Noordwolde (Groningen) -
Nootdorp -
Norg -
Notter

### Nu
Nuenen -
Nuis -
Nuland -
Numansdorp -
Nunhem -
Nunspeet -
Nuth -
Nutter

## O

### Ob-Od
Obbicht -
Obdam -
Ochten -
Odijk -
Odiliapeel -
Odoorn -
Odoornerveen

### Oe
Oeffelt -
Oegstgeest -
Oeken -
Oene -
Oenkerk -
Oensel (Limburg) -
Oensel (Gelderland) -
Oerle

### Of-Ok
Offingawier -
Ohé en Laak -
Oijen (Limburg) -
Oijen (Noord-Brabant) -
Oirlo -
Oirsbeek -
Oirschot -
Oisterwijk -
Okkenbroek

### Ol
Olburgen -
Oldeberkoop -
Oldeboorn -
Oldebroek -
Oldeholtpade -
Oldeholtwolde -
Oldehove -
Oldekerk -
Oldelamer -
Oldemarkt -
Oldenzaal -
Oldenzijl (Eemsmond) -
Oldenzijl (Winsum) -
Oldeouwer -
Oldetrijne -
Oler -
Olland -
Olst -
Olterterp

### Om
Ommel -
Ommen -
Ommeren -
Ommerschans

### On
Onderdijk -
Onderdendam -
Onna -
Onnen -
Onstwedde

### Oo
Ooij (Neder-Betuwe) -
Ooij (Ubbergen) -
Ooij (Zevenaar) -
Ooijen -
Ool -
Oolde -
Ooltgensplaat -
Oost-Graftdijk -
Oost-Maarland -
Oost-Souburg -
Oost-Vlieland -
Oostburg -
Oostdijk (Reimerswaal) -
Oostdijk (Zuid-Holland) -
Oosteind -
Oosteinde (Aalsmeer) -
Oosteinde (Wester-Koggenland) -
Oosteinde (Eemsmond) -
Oosteinde (De Wolden) -
Oostelbeers -
Oostendam -
Oosterbeek -
Oosterbierum -
Oosterblokker -
Oosterend (Littenseradeel) -
Oosterend (Texel) -
Oosterend (Terschelling) -
Oosterhesselen -
Oosterhout (Gelderland) -
Oosterhout -
Oosterhuizen -
Oosterland (Noord-Holland) -
Oosterland (Zeeland) -
Oosterleek -
Oosterlittens -
Oostermeer -
Oosternieland -
Oosternijkerk -
Oosterstreek -
Oosterwierum -
Oosterwijk -
Oosterwijtwerd -
Oosterwolde (Friesland) -
Oosterwolde (Gelderland) -
Oosterzee -
Oosthem -
Oosthuizen -
Oostkapelle -
Oostknollendam -
Oostmahorn -
Oostrum (Friesland) -
Oostrum (Limburg) -
Oostvoorne -
Oostwold (Leek) -
Oostwold (Oldambt) -
Oostwoud -
Oostzaan -
Ootmarsum

### Op
Opeinde -
Opende -
Ophemert -
Opheusden -
Ophoven -
Opijnen -
Oploo -
Opmeer -
Oppenhuizen -
Opperdoes

### Or
Oranje -
Oranjedorp -
Oranjestad -
Oranjewoud -
Orvelte

### Os
Osingahuizen -
Ospel -
Oss -
Ossendrecht -
Ossenisse -
Ossenwaard -
Ossenzijl

### Ot
Oterdum -
Oterleek -
Othene -
Otterlo -
Ottersum -
Ottoland

### Ou
Oud Ade -
Oud Avereest -
Oud Gastel -
Oud Ootmarsum -
Oud Osdorp -
Oud Sabbinge -
Oud-Alblas -
Oud-Annerveen -
Oud-Beijerland -
Oud-Leusden -
Oud-Loosdrecht -
Oud-Milligen -
Oud-Valkenburg -
Oud-Vossemeer -
Oud-Zevenaar -
Oud-Zuilen -
Ouddorp -
Oudebildtzijl -
Oude Leede -
Oude Leije -
Oude Meer -
Oude Niedorp -
Oude Pekela -
Oude Wetering -
Oude Willem (Ooststellingwerf) -
Oude Willem (Westerveld) -
Oude-Tonge -
Oudega (Gaasterland-Sloten) -
Oudega (Smallingerland) -
Oudega (Wymbritseradeel) -
Oudehaske -
Oudehorne -
Oudelande -
Oudemirdum -
Oudemolen (Drenthe) -
Oudemolen (Noord-Brabant) -
Oudenbosch -
Oudendijk (Noord-Brabant) -
Oudendijk (Noord-Holland) -
Oudenhoorn -
Ouderkerk aan de Amstel -
Ouderkerk aan den IJssel -
Oudeschans -
Oudeschild -
Oudeschip -
Oudeschoot -
Oudesluis (Cromstrijen) -
Oudesluis (Ouwerkerk) -
Oudesluis (Zijpe) -
Oudewater -
Oudezijl -
Oudkarspel -
Oudkerk -
Oudorp -
Oudwoude -
Ouwerkerk -
Ouwsterhaule -
Ouwster-Nijega

### Ov
Overasselt -
Overberg -
Overdinkel -
Overlangel -
Overloon -
Overschild -
Overslag -
Overveen -
Ovezande

## P

### Pa
Paarlo -
Paasloo -
Padhuis -
Paesens -
Palmstad -
Panheel -
Pannerden -
Panningen -
Papekop -
Papendrecht -
Papenhoven -
Papenveer -
Papenvoort (Drenthe) -
Papenvoort (Noord-Brabant) -
Parrega -
Partij-Wittem -
Paterswolde

### Pe
-
Peelo -
Peest -
Peins -
Peize -
Peizermade -
Pelikaan -
Peperga -
Pernis -
Persingen -
Pesse -
Petten -
Pey

### Ph-Pl
-
Philippine -
Piaam -
Piershil -
Pieterburen -
Pietersbierum -
Pieterzijl -
Pijnacker -
Pikveld -
Pingjum -
Plasmolen

### Po
-
Poederoijen -
Poeldijk -
Poeldonk -
Polsbroek -
Polsbroekerdam -
Poortugaal -
Poortvliet -
Poppekerke -
Poppingawier -
Posterholt

### Pr-Py
-
Prinsenbeek -
Puiflijk -
Punthorst -
Purmer -
Purmerend -
Purmerland -
Putbroek -
Puth -
Putte -
Putten -
Puttershoek -
Pyramide

## R

### Ra
Raalte -
Raamsdonk -
Raamsdonksveer -
Raar -
Raard -
Raath -
Radewijk -
Radio Kootwijk -
Ramspol -
Randwijk -
Ransdaal -
Ransdorp -
Rasquert -
Ratum -
Rauwerd -
Ravenstein -
Ravenswaaij -
Ravenswoud

### Re
-
Rechteren -
Rectum -
Reek -
Reeuwijk -
Reijmerstok -
Reitsum -
Rekken -
Remmerden -
Renesse -
Renkum -
Renswoude -
Ressen -
Retersbeek -
Retranchement -
Reusel -
Reutum -
Reuver

### Rh
-
Rha -
Rheden -
Rhederveld -
Rhee -
Rheeze -
Rheezerveen -
Rhenen -
Rhenoy -
Rhienderen -
Rhoon

### Ri
-
Ridderkerk -
Ried -
Riel -
Rien -
Riethoven -
Rietmolen -
Rijckholt -
Rijen -
Rijkevoort -
Rijnsaterwoude -
Rijnsburg -
Rijperkerk -
Rijpwetering -
Rijs -
Rijsbergen -
Rijsenburg -
Rijsenhout -
Rijsoord -
Rijssen -
Rijswijk (Gelderland) -
Rijswijk (Noord-Brabant) -
Rijswijk (Zuid-Holland) -
Rilland -
Rimburg -
Rincon -
Rinnegom -
Rinsumageest -
De Rips-
Ritthem

### Ro
-
Rockanje -
Roden -
Roderesch -
Roderwolde -
Roelofarendsveen -
Roermond -
Rogat -
Roggel -
Rohel (De Friese Meren) -
Rolde -
Roodeschool -
Roodhuis -
Roodkerk -
Roordahuizum -
Roosendaal -
Roosteren -
't Rooth -
't Rooth -
Rosmalen -
Rossum (Gelderland) -
Rossum (Overijssel) -
Roswinkel -
Rothem -
Rotstergaast -
Rotsterhaule -
Rotterdam -
Rotterdam Albrands -
Rottevalle  -
Rottum (Friesland) -
Rottum (Groningen) -
Rouveen -
Rozenburg (Noord-Holland) -
Rozenburg (Zuid-Holland) -
Rozendaal

### Ru
-
Rucphen -
Ruigahuizen -
Ruigezand -
Ruigoord -
Ruinen -
Ruinerwold -
Ruischerbrug -
Rumpen -
Rumpt -
Rustenburg -
Rutten -
Ruurlo

## S

### Sa
Saaksum -
Saasveld -
Saaxumhuizen -
Sambeek -
Sandfirden -
Santpoort-Noord -
Santpoort-Zuid -
Sappemeer -
Sas van Gent -
Sasput -
Sassenheim -
Sauwerd

### Sch
Schaarsbergen -
Schaesberg -
Schaft -
Schagen -
Schagerbrug -
Schagerwaard -
Schaijk -
Schalkhaar -
Schalkwijk -
Schalsum -
Schandelo -
Schardam -
Scharendijke -
Scharmer -
Scharnegoutum -
Scharsterbrug -
Scharwoude -
Schaveren -
Scheemda -
Scheerwolde -
Schelle -
Schellingwoude -
Schellinkhout -
Schelluinen -
Schermerhorn -
Scherpenisse -
Scherpenzeel (Friesland) -
Scherpenzeel (Gelderland) -
Schettens -
Scheulder -
Scheveningen -
Schiedam -
Schiermonnikoog -
Schietecoven -
Schijf -
Schijndel -
Schilberg (Echt-Susteren) -
Schilberg (Noorbeek) -
Schildwolde -
Schimmert -
Schin op Geul -
Schingen -
Schinnen -
Schinveld -
Schipborg -
Schiphol -
Schiphol-Centrum -
Schiphol-Oost -
Schiphol-Rijk -
Schipluiden -
Schipperskerk -
Schoonbron -
Schoondijke -
Schoonebeek -
Schoonheten -
Schoonhoven -
Schoonloo -
Schoonoord (Drenthe) -
Schoonoord (Noord-Brabant) -
Schoonrewoerd -
Schoorl -
Schoorldam -
Schore -
Schoterzijl -
Schouwerzijl -
Schraard -
Schuddebeurs (Schouwen-Duiveland) -
Schuddebeurs (Hulst) -
Schuilenburg (Friesland) -
Schuilenburg (Overijssel) -
Schuilingsoord -
Schuinesloot -
Schweiberg

### Se
Sebaldeburen -
Sellingen -
Serooskerke (Schouwen-Duiveland) -
Serooskerke (Veere) -
Sevenum -
Sexbierum

### 's-G
's-Graveland -
's-Gravendeel -
's-Gravenhage -
's-Gravenmoer -
's-Gravenpolder -
's-Gravenzande

### 's-H
's-Heer Abtskerke -
's-Heer Arendskerke -
's-Heer Hendrikskinderen -
's-Heerenberg -
's-Heerenbroek -
's-Heerenhoek -
's-Hertogenbosch

### Si
Sibbe -
Sibculo -
Siddeburen -
Siebengewald -
Siegerswoude (Opsterland) -
Siegerswoude (Tietjerksteradeel) -
Sijbekarspel -
Sijbrandaburen -
Sijbrandahuis -
Silvolde -
Simonshaven -
Simpelveld -
Sinderen (Oude IJsselstreek) -
Sinderen (Voorst) -
Sint Agatha -
Sint Anna ter Muiden -
Sint-Annaland -
Sint Annaparochie -
Sint Annen -
Sint Anthonis -
Sint Geertruid -
Sint Gerlach -
Sint Hubert -
Sint Isidorushoeve -
Sint-Jacobiparochie -
Sint Jansklooster -
Sint Jansteen -
Sintjohannesga -
Sint Joost -
Sint Kruis -
Sint Laurens -
Sint Maarten -
Sint Maartensbrug -
Sint-Maartensdijk -
Sint Maartensvlotbrug -
Sint Maartenszee -
Sint Michielsgestel -
Sint Nicolaasga -
Sint Odiliënberg -
Sint-Oedenrode -
Sint Pancras -
Sint Philipsland -
Sirjansland -
Sittard

### Sl
Slagharen -
Slangenburg -
Slappeterp -
Sleen -
Sleeuwijk -
Slek -
Slenaken -
Sliedrecht -
Sliffert -
Slijkenburg -
Slijk-Ewijk -
Slikkerveer -
Slochteren -
Slootdorp -
Sloterdijk (Amsterdam) -
Sloten (Noord-Holland) -
Sloten (Friesland) -
Sluis -
Sluiskil

### Sm
Smakt -
Smalle Ee -
Smallebrugge -
Smilde -
Spakenburg -
Spanbroek -
Spanga -
Spankeren -
Spannum -
Spaubeek -
Spekhoek -
Speuld -
Spier -
Spierdijk -
Spijk (Aalburg) -
Spijk (Delfzijl) -
Spijk (West Betuwe) -
Spijk (Rijnwaarden) -
Spijkenisse -
Spijkerboor (Drenthe) -
Spijkerboor (Noord-Holland) -
Spoolde -
Sprang-Capelle -
Sprundel -
Spui

### St
Stad aan 't Haringvliet -
Stadskanaal -
Stampersgat -
Standdaarbuiten -
Staphorst -
Starnmeer -
Startenhuizen -
Stavenisse -
Staverden -
Stavoren -
Stedum -
Steenbergen -
Steenbergen (De Wolden) -
Steenbergen (Noordenveld) -
Steendam -
Steenderen -
Steenenkamer -
Steensel -
Steenwijk -
Steenwijkerwold -
Steenwijksmoer -
Stegeren -
Steggerda -
Stein -
Stellendam -
Stepelo -
Sterksel -
Stevensbeek -
Stevensweert -
Steyl -
Stieltjeskanaal -
Stiens -
Stiphout -
Stitswerd -
St. Johns -
Stokhem -
Stokkum (Montferland) -
Stokkum (Overijssel) -
Stolpervlotbrug -
Stolwijk -
Stompetoren -
Stompwijk -
Stoutenburg -
Stramproy -
Streefkerk -
Striep -
Strijbeek -
Strijen -
Strijensas -
Stroe (Gelderland) -
Stroe (Noord-Holland) -
Stroet -
Stroobos (Friesland) -
Stroobos (Groningen) -
Strucht -
Stuifzand -
St. Willebrord

### Su
Suameer -
Suawoude -
Surhuisterveen -
Surhuizum -
Susteren

### Sw
Swalmen -
Swartbroek -
Sweikhuizen -
Swichum -
Swier -
Swifterbant -
Swolgen

## T

### 't
't Buurtje -
't Goy -
't Haagje -
't Haantje (Drenthe) -
't Haantje (Zuid-Holland) -
't Harde -
't Loo -
't Rooth -
't Veld -
't Waar -
't Woudt -
't Zand (Alphen-Chaam) -
't Zand (Boxmeer) -
't Zand (Drimmelen) -
't Zand (Lent) -
't Zand (Werkendam) -
't Zand (Zijpe) -
't Zandt

### Ta
-
Taarlo

### Te
-
Teeffelen -
Teerns -
Tegelen -
Ten Arlo -
Ten Boer -
Ten Esschen -
Ten Post -
Ter Aar -
Ter Aard -
Ter Apel -
Ter Apelkanaal -
Ter Heijde -
Ter Idzard -
Terband -
Terblijt -
Terborg -
Terdiek -
Tergracht -
Terheijden -
Terheijl -
Terhole -
Terhorne -
Terhorst (Drenthe) -
Terhorst (Limburg) -
Terkaple -
Terlinden -
Termaar (Voerendaal) -
Termaar (Margraten) -
Termunten -
Termunterzijl -
Ternaard -
Terneuzen -
Teroele -
Terschuur -
Terzool -
Tervoorst -
Terwispel -
Terwolde -
Terziet -
Terzool -
Teteringen -
Teuge

### Th
-
The Bottom -
Thesinge -
Thij -
Tholen -
Thorn -
Thull

### Ti
-
Tibma -
Tiel -
Tiendeveen -
Tienhoven (Stichtse Vecht) -
Tienhoven (Texel) -
Tienhoven (Vianen) -
Tienhoven (Zederik) -
Tienray -
Tietjerk -
Tijnje -
Tilburg -
Tilligte -
Tinallinge -
Tinte -
Tirns

### Tj
-
Tjalhuizum -
Tjalleberd -
Tjallewal -
Tjarnsweer -
Tjerkgaast -
Tjerkwerd -
Tjuchem

### To
-
Tolbert -
Toldijk -
Tolkamer -
Tolke -
Tollebeek -
Tommel -
Tonden -
Tongeren (Gelderland) -
Tongeren (Noord-Brabant) -
Tongeren (Overijssel) -
Tongerlo (Maasbree) -
Tongerlo (Sevenum) -
Toornwerd

### Tr
-
Treebeek -
Tricht -
Triemen -
Trimunt -
Trintelen -
Tripscompagnie

### Tu
-
Tubbergen -
Tuil -
Tuindorp (Rijnwaarden) -
Tuitjenhorn -
Tuk -
Tull en 't Waal -
Tungelroy

### Tw-Tz
-
2e Exloërmond -
2e Valthermond -
Twello -
Twijzel -
Twijzelerheide -
Twisk -
Tynaarlo -
Tzum -
Tzummarum

## U

### Ub-Ug
Ubachsberg -
Ubbena -
Ubbergen -
Uddel -
Uden -
Udenhout -
Uffelte -
Ugchelen

### Ui
-
Uitdam -
Uitgeest -
Uithoorn -
Uithuizen -
Uithuizermeeden -
Uitwellingerga -
Uitwierde -
Uitwijk

### Ul-Ut
-
Ulestraten -
Ulft -
Ulicoten -
Ulrum -
Ulsda -
Ulvenhout -
Ureterp -
Urk -
Urmond -
Ursem -
Usquert -
Usselo -
Utrecht

## V

### Va
Vaals -
Vaassen -
Vaesrade -
Valburg -
Valkenburg (Limburg) -
Valkenburg (Zuid-Holland) -
Valkenswaard -
Valkkoog -
Valthe -
Valthermond -
Van Ewijcksluis -
Varik -
Varsen -
Varssel -
Varsselder -
Varsseveld -
Vasse

### Ve
-
Veelerveen -
Veen -
Veendam -
Veenendaal -
Veenhuizen (Coevorden) -
Veenhuizen (Heerhugowaard) -
Veenhuizen (Noordenveld) -
Veenhuizen (Stadskanaal) -
Veeningen -
Veenklooster -
Veenoord -
Veenwouden -
Veere -
Veessen -
Vegelinsoord -
Veghel -
Velddriel -
Velden -
Veldhoven -
Veldhunten -
Velp (Gelderland) -
Velp (Noord-Brabant) -
Velsen-Noord -
Velsen-Zuid -
Velserbroek -
Velswijk -
Veltum -
Venebrugge -
Venhorst -
Venhuizen -
Venlo -
Venray -
Ven-Zelderheide -
Verwolde -
Vessem -
Vethuizen -
Veulen

### Vi
-
Vianen (Noord-Brabant) -
Vianen (Utrecht) -
Vierakker -
Vierhouten -
Vierhuizen -
Vierlingsbeek -
Vierpolders -
Vijfhuizen -
Vijlen -
Vilsteren -
Vilt -
Vinkega -
Vinkel -
Vinkenbuurt -
Vinkeveen -
Visserweert -
Visvliet

### Vl
-
Vlaardingen -
Vlagtwedde -
Vledder -
Vledderveen (Drenthe) -
Vledderveen (Groningen) -
Vleuten -
Vlieghuis -
Vlierden -
Vlijmen -
Vlissingen -
Vlist -
Vlodrop

### Vo
-
Voerendaal -
Vogelenzang -
Vogelwaarde -
Volendam -
Volkel -
Vollenhove -
Volthe -
Vondelingenplaat -
Voorburg -
Voorhout -
Voorschoten -
Voorst (Oude IJsselstreek) -
Voorst (Voorst) -
Voorstonden -
Voorthuizen -
Vorchten -
Vorden -
Vorstenbosch -
Vortum-Mullem -
Voulwames

### Vr
-
Vragender -
Vredenheim -
Vredepeel -
Vreeland -
Vreeswijk -
Vries -
Vriescheloo -
Vriezenveen -
Vriezenveensewijk -
Vrijhoeve-Capelle -
Vroomshoop -
Vrouwenakker -
Vrouwenparochie -
Vrouwenpolder

### Vu
-
Vught -
Vuile Riete -
Vuren

## W

### Wa
Waal -
Waalre -
Waalwijk -
Waarde -
Waardenburg -
Waarder -
Waardhuizen -
Waarland -
Waaxens (Dongeradeel) -
Waaxens (Littenseradeel) -
Wachtum -
Waddinxveen -
Wadenoijen -
Wadway -
Wagenberg -
Wagenborgen -
Wageningen -
Wahlwiller -
Walem -
Walsoorden -
Wamberg -
Wamel -
Wanneperveen -
Wanroij -
Wanssum -
Wanswerd -
Wapenveld -
Wapse -
Wapserveen -
Warder -
Warffum -
Warfhuizen -
Warfstermolen -
Warga -
Warken -
Warm -
Warmenhuizen -
Warmond -
Warns -
Warnsveld -
Warstiens -
Wartena -
Waskemeer -
Waspik -
Wassenaar -
Wateren -
Watergang -
Waterhuizen -
Wateringen -
Waterlandkerkje -
Waubach -
Waver -
Waverveen

### We
Wechterholt -
Wedde -
Wedderveer -
Weebosch -
Weerdinge -
Weerselo -
Weert -
Weert (Meerssen) -
Weesp -
Wehe-den Hoorn -
Wehl -
Weidum -
Weijerswold -
Weiteveen -
Weiwerd -
Wekerom -
Welberg -
Well (Gelderland) -
Well (Limburg) -
Wellerlooi -
Welsrijp -
Welsum (Dalfsen) -
Welsum (Olst-Wijhe) -
Welten -
Wemeldinge -
Wengelo -
Wenum-Wiesel -
Werkendam -
Werkhoven -
Wernhout -
Wervershoof -
Wesepe -
Wessel -
Wessem -
West-Graftdijk -
West-Souburg -
West-Terschelling -
Westbeemster -
Westbroek (Limburg) -
Westbroek (Utrecht) -
Westdorp (Drenthe) -
Westdorpe -
Westelbeers -
Westendorp -
Westenholte -
Westenschouwen -
Westerbeek -
Westerblokker -
Westerbork -
Westerbroek -
Westeremden -
Westergeest (Friesland) -
Westergeest (Noord-Holland) -
Westerhaar-Vriezenveensewijk -
Westerhoven -
Westerklief -
Westerland -
Westerlee (Groningen) -
Westerlee (Zuid-Holland) -
Westernieland -
Westervelde -
Westervoort -
Westerwijtwerd -
Westhem -
Westhoek (Duiveland) -
Westhoek (Het Bildt) -
Westhoek (Walcheren) -
Westkapelle -
Westknollendam -
Westlaren -
Westmaas -
Westwoud -
Westzaan -
Wetering -
Weteringbrug -
Wetsens -
Wetsinge -
Weurt -
Weustenrade -
Wezep -
Wezup -
Wezuperbrug

### Wi
Wichmond -
Wieken -
Wieldrecht -
Wiene -
Wier -
Wierden -
Wieringerwaard -
Wieringerwerf -
Wierum (Groningen) -
Wierum (Overijssel) -
Wierum (Friesland) -
Wiesel -
Wieuwerd -
Wijbosch -
Wijchen -
Wijckel -
Wijdenes -
Wijdewormer -
Wijhe -
Wijk aan Zee -
Wijk bij Duurstede -
Wijk en Aalburg -
Wijlre -
Wijnaldum -
Wijnandsrade -
Wijnbergen -
Wijngaarden -
Wijnjewoude -
Wijns -
Wijnvoorden -
Wijster -
Wijtgaard -
Wijthmen -
Wilbertoord -
Wildenborch -
Wildervanksterdallen -
Wildervank -
Wilhelminadorp -
Wilhelminaoord -
Willemsdorp -
Willemsoord -
Willemstad -
Willeskop -
Willige Langerak -
Wilnis -
Wilp -
Wilsum -
Winde -
Windesheim -
Windraak -
Windwardside -
Winkel -
Winneweer -
Winschoten -
Winssen -
Winsum (Friesland) -
Winsum (Groningen) -
Wintelre -
Winterswijk -
Winthagen -
Wirdum (Friesland) -
Wirdum (Groningen) -
Wissenkerke -
Witharen -
Witmarsum -
Witte Paarden -
Wittelte -
Witten -
Witteveen -
Wittewierum

### Wo
Woensdrecht -
Woerden -
Woerdense Verlaat -
Woeste Hoeve -
Woezik -
Wogmeer -
Wognum -
Woldendorp -
Wolfhaag -
Wolfhagen -
Wolfheze -
Wolphaartsdijk -
Wolsum -
Woltersum -
Wolvega -
Wommels -
Wons -
Woold -
Workum -
Wormer -
Wormerveer -
Woubrugge -
Woudbloem -
Woudenberg -
Woudrichem -
Woudsend -
Wouterswoude -
Wouw -
Wouwse Plantage

## Y
Yde -
Yerseke -
Ypecolsga -
Ysbrechtum -
Ysselsteyn

## Z

### Za
Zaamslag -
Zaandam -
Zaandijk -
Zalk -
Zaltbommel -
Zandberg -
Zandeweer -
Zandhuizen (Friesland) -
Zandpol -
Zandstraat -
Zandvoort

### Ze
-
Zeddam -
Zeegse -
Zeeland -
Zeelst -
Zeerijp -
Zeewolde -
Zegge -
Zegveld -
Zeijen -
Zeijerveen -
Zeijerveld -
Zeilberg -
Zeist -
Zeldam -
Zelhem -
Zenderen -
Zennewijnen -
Zetten -
Zevenaar -
Zevenbergen -
Zevenbergschen Hoek -
Zevenhoven -
Zevenhuizen (Kaag en Braassem) -
Zevenhuizen (Bunschoten) -
Zevenhuizen (Eemsmond) -
Zevenhuizen (Heeze-Leende) -
Zevenhuizen (Kollumerland en Nieuwkruisland) -
Zevenhuizen (Leek) -
Zevenhuizen (Moerdijk) -
Zevenhuizen (Texel) -
Zevenhuizen (Tietjerksteradeel) -
Zevenhuizen (Zuidplas zuid-holland) -
Zevenhuisjes

### Zi
-
Zierikzee -
Zieuwent -
Zijderveld -
Zijdewind -
Zijldijk -
Zijpersluis -
Zijtaart -
Zions Hill

### Zo
-
Zoelen -
Zoelmond -
Zoetermeer -
Zoeterwoude -
Zonnemaire -
Zorgvlied -
Zoutelande -
Zoutkamp

### Zu
-
Zuid-Beijerland -
Zuid-Eierland (Texel) -
Zuidbroek (Groningen) -
Zuidbroek (Noord-Holland) -
Zuiddorpe -
Zuideinde -
Zuidermeer -
Zuiderwoude -
Zuidhorn -
Zuidlaarderveen -
Zuidland -
Zuidlaren -
Zuidoostbeemster -
Zuid-Scharwoude -
Zuidschermer -
Zuidveen -
Zuidveld -
Zuidvelde -
Zuidwolde (Drenthe) -
Zuidwolde (Groningen) -
Zuidzande -
Zuidzijde (Bodegraven) -
Zuidzijde (Hoeksche Waard) -
Zuidzijde (Oostflakkee) -
Zuilichem -
Zuna -
Zunderdorp -
Zundert -
Zurich -
Zutphen -
Zuurdijk

### Zw
-
Zwaag -
Zwaagdijk -
Zwaagwesteinde -
Zwaanshoek -
Zwagerbosch -
Zwammerdam -
Zwanenburg -
Zwartsluis -
Zwartebroek -
Zwarte Haan -
Zwartemeer -
Zwartewaal -
Zweeloo -
Zweins -
Zwiep -
Zwilbroek -
Zwiggelte -
Zwingelspaan -
Zwijndrecht -
Zwinderen -
Zwolle -
Zwolle (Gelderland)